# واين هوكينز
واين هوكينز (بالإنجليزية: Wayne Hawkins)‏ هو لاعب كرة قدم أمريكية أمريكي، ولد في 17 يونيو 1938 في جورادن في الولايات المتحدة.

## وصلات خارجية
- واين هوكينز على موقع مرجع كرة القدم المحترفة.كوم (الإنجليزية)